# Arben Dedja
Arben Dedja (ur. 15 stycznia 1964 w Tiranie) – albański poeta i lekarz specjalizujący się w chirurgii i pediatrii.

## Życiorys
W 1988 roku ukończył studia medyczne na Uniwersytecie Tirańskim, a w 1994 roku ukończył specjalizację w chirurgii ogólnej. W 1999 roku brał udział w badaniach naukowych na Uniwersytecie Padewskim; badania te dotyczyły przeszczepiania nerek świni do organizmu małpy.
W 2013 roku uzyskał doktorat z dziedziny pediatrii.
Poza działalnością naukową od dzieciństwa pisał własne wiersze, tłumaczył na język albański utwory autorstwa Guido Cavalcantiego, Umberto Saby, Williama Blake’a, Sylvii Plath, Miroslava Holuba, Petrarki i Attilio Bertolucciego. W 2014 roku został w Albanii ogłoszony Pisarzem Roku.

## Twórczość[1]
- La manutenzione delle maschere
- Amputazioni prolungate (2011)
- Histori Ekskatologjike (2014)[2]

## Prace naukowe
- Heterotopic cardiac xenotransplantation in rodents: Report of a refined technique in a hamster-to-rat model (2005)[3]
- Hybrid cardiomyocytes derived by cell fusion in heterotopic cardiac xenografts (2006)[4]
- Heterotopic Implantation of Decellularized Pulmonary Artery Homografts In A Rodent Model: Technique Description and Preliminary Report (2017)[5]

## Życie prywatne
Jego dziadek od strony matki pochodził z Wlory; ukończył on studia na Wydziale Medycyny i Chirurgii Uniwersytetu Padewskiego, a w czasie II wojny światowej był więziony na wyspie Ventotene za działalność antyfaszystowską. Po wojnie dołączył do armii albańskiej, gdzie dosłużył się stopnia generała; zaangażował się w działalność polityczną, zostając parlamentarzystą oraz ministrem zdrowia.
Ojciec Arbena Dedji także był lekarzem, pracował jako wojskowy chirurg.
Ma syna (ur. 1997) i córkę (ur. 2003).